# Crema de Peralada
La crema de Peralada fou un dels episodis de la Croada contra la Corona d'Aragó.

## Antecedents
El papa Martí IV, que havia succeït Climent IV va declarar al rei Pere el Gran privat dels seus regnes a causa de la intervenció a Sicília arran de les Vespres Sicilianes, i donà la investidura com a rei d'Aragó, rei de València i comte de Barcelona el 27 d'agost de 1283 a Carles I d'Anjou, segon fill del rei Felip III de França, sent coronat el 27 de febrer de 1284 a París.
L'exèrcit croat va sortir de Perpinyà el 13 de maig de 1285 en direcció als Pirineus, on es va trobar una forta resistència al coll de Panissars, que el va fer retirar fins a Perpinyà, per finalment creuar pel coll de la Massana. L'exèrcit invasor del francès Felip III de França va acampar davant les muralles de Peralada, que en aquella època era el quarter general de Pere el Gran, on s'havia retirat per no veure's encerclat als Pirineus.

## Batalla
La defensa de Peralada es va encomanar a Arnau Roger I de Pallars Sobirà i a Guillem d'Anglesola.
Després d'una batalla a camp obert, Pere el Gran i l'infant Alfons, el comandant de l'exèrcit van ordenar l'evacuació de la vila per manca de provisions i van sortir amb 5.000 almogàvers en direcció a Girona, el següent lloc on es presentaria la defensa.
Explica la versió que apareix en la Crònica de Ramon Muntaner que els almogàvers que havien de marxar amb el rei calaren foc i destruïren totes les cases per, diferent de la que relata la de Bernat Desclot, que explica que qui va calar foc a Peralada va ser el vescomte Dalmau de Rocabertí per evitar que els enemics se n'aprofitessin.

## Conseqüències
La defensa catalana es va traslladar a Girona. Es va encomanar a Ramon Folc VI de Cardona i la ciutat fou assetjada. Arnau de Cortsaví, el Vescomte de Castellnou Jaspert V de Castellnou, i Dalmau I de Sureda anaren a reforçar els seus dominis, mentre els corsaris atacaven els vaixells de subministrament francesos i l'estol d'onze galeres dels almiralls Ramon Marquet i Berenguer Mallol es preparava a Barcelona per atacar els croats, mentre esperaven els reforços de Roger de Llúria que venien de Sicília.